# ATR-X症候群
ATR-X症候群もしくはX連鎖αサラセミア・精神遅滞症候群（英: X-linked α-thalassemia/intellectual disability syndrome）は、ATRX遺伝子の変異と関係したX連鎖劣性遺伝疾患である。この疾患の男性は中度の知的障害を伴う傾向があり、粗な（coarse）顔貌、小頭症、両眼隔離症、低い鼻梁、テント状の上口唇、反転した下口唇などの身体的特徴がみられる。αサラセミアと関係した軽度から中程度の貧血も、この疾患の症状の1つである。同じ遺伝子変異を有する女性では表現型はみられないことが多いが、これは偏りのある（skewed）X染色体不活性化が原因である可能性がある。

## エピジェネティクス
ATRXタンパク質のヘテロクロマチンダイナミクスの調節因子としての役割は、患者間での表現型的差異に加えて、ATRX遺伝子の変異が疾患と関連した遺伝子群や反復領域の転写に影響を及ぼしている可能性から浮上した。一例として、ATRXの変異はαグロビン遺伝子クラスターの発現に影響を与え、αサラセミアを引き起こす。ATRXは転写コファクターDAXXと相互作用し、これらは共にテロメアやセントロメア周辺域へのヒストンH3.3の蓄積や、これらの領域での遺伝子発現の調節を担っている。ATR-X症候群の患者では、通常はメチル化されていないCpGアイランドやプロモーター領域などで全体的な高メチル化がみられる。メチル化の変化がみられる遺伝子のいくつかは生合成、代謝、メチル化過程を担うものであり、こうした遺伝子の42.5%はテロメアもしくはセントロメア周辺域に位置している。このような遺伝子には、PRDM9やBHMT2が含まれる。PRDM9はH3K4トリメチルトランスフェラーゼをコードし、ATRXの標的遺伝子であることが知られている。BHMT2はベタイン-ホモシステインメチルトランスフェラーゼをコードし、ホモシステインのメチル化を触媒する。
αサラセミア・精神遅滞症候群（ATR）は2つのグループに分けられる。ATR-16症候群の患者では16番染色体のp腕の末端部に1–2Mbの欠失がみられ、メンデル型遺伝するαサラセミアと関係している。一方、ATR-X症候群では16番染色体には欠失は見られず、αサラセミアは稀であり、X連鎖劣性型の遺伝パターンを示す。しかしながら、どちらのグループでも類似した表現型がみられる。ATR-X症候群の保因者の女性では非常に偏ったX染色体不活性化が観察され、変異型アレルを持つX染色体はほとんどの細胞で不活性化されている。このことは、ATR-Xの原因となる座位がX染色体の不活性化を調節するXistの制御中心にまたがって位置していることと関係している可能性がある。Xq13.3領域の変異によってATR-Xは引き起こされるが、この領域にはSNF2グループに属するヘリカーゼがコードされており、このグループはαグロビン遺伝子の転写調節に重要である。